# Rajewszczyzna (rejon mołodecki)
Rajewszczyzna (biał. Раеўшчына, ros. Раевщина) – wieś na Białorusi, w obwodzie mińskim, w rejonie mołodeckim, w sielsowiecie Miasota.

## Historia
W czasach zaborów dwie wsie w okręgu wiejskim Rajewszczyzna, w gminie Mołodeczno, w powiecie wilejskim, w guberni wileńskiej Imperium Rosyjskiego. W 1865 roku liczyły 148 mieszkańców (60 dusz rewizyjnych) w 14 domach, należała do dóbr Rajewszczyzna, własność Oskierków.
W latach 1921–1945 wieś i osada leżały w Polsce, w województwie wileńskim, w powiecie wilejskim, od 1927 roku w powiecie mołodeczańskim, w gminie Mołodeczno.
Powszechny Spis Ludności z 1921 roku podał łączne dane dla obu miejscowości. Zamieszkiwało tu 341 osób, 3 były wyznania rzymskokatolickiego a 338 prawosławnego. Jednocześnie wszyscy mieszkańcy zadeklarowali białoruską przynależność narodową. Były tu 52 budynki mieszkalne. W 1931 osadę zamieszkiwało w 6 domach 26 osób a wieś w 56 domach 348 osób.
Wierni należeli do parafii rzymskokatolickiej i prawosławnej w Mołodecznie. Miejscowość podlegała pod Sąd Grodzki w Mołodecznie i Okręgowy w Wilnie; właściwy urząd pocztowy mieścił się w Mołodecznie.
W wyniku napaści ZSRR na Polskę we wrześniu 1939 miejscowość znalazła się pod okupacją sowiecką. 2 listopada została włączona do Białoruskiej SRR. Od czerwca 1941 roku pod okupacją niemiecką. W 1944 miejscowość została ponownie zajęta przez wojska sowieckie i włączona do Białoruskiej SRR.
Od 1991 w składzie niepodległej Białorusi.

## Przynależność państwowa i administracyjna
- ? – 1917  Imperium Rosyjskie, gubernia wileńska, powiat wilejski
- 1917–1919  Rosyjska FSRR
- 1919–1920  Polska, Zarząd Cywilny Ziem Wschodnich, okręg wileński
- 1920  Rosyjska FSRR
- 1920–1945[b]  Polska
  - województwo:
    - nowogródzkie (1921–1922)
    - Ziemia Wileńska (1922–1926)
    - wileńskie (od 1926)

  - powiat:
    - wilejski (1920–1927)
    - mołodeczański (od 1927)
- 1945–1991  ZSRR, Białoruska SRR
- od 1991  Białoruś